# Gianni Da Ros

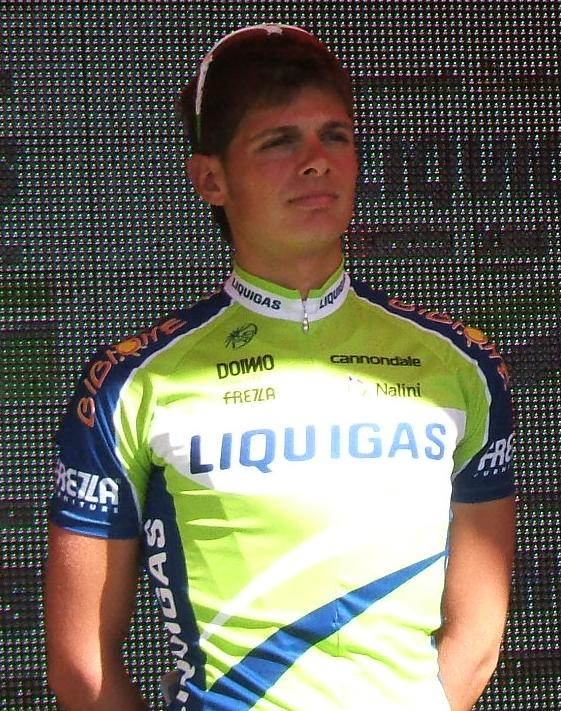
Da Ros 2009

Gianni Da Ros (* 26. August 1986 in Pordenone) ist ein ehemaliger italienischer Radrennfahrer, der 2009 kurzzeitig für das ProTeam Liquigas fuhr.
Am 11. März 2009 wurde Da Ros von der italienischen Polizei verhaftet, da akuter Verdacht bestand, er handle mit illegalen Dopingsubstanzen. Sein Team entließ ihn daraufhin fristlos. Im November desselben Jahres wurde der damals erst 23-jährige Liquigas-Profi schließlich von der nationalen Doping-Agentur Italiens wegen Handels mit Dopingsubstanzen zu einer Rekord-Sperre von 20 Jahren verurteilt. Im August 2010 reduzierte der Internationale Sportgerichtshof CAS die Strafe auf vier Jahre, die am 23. November 2013 ausgelaufen sind.